# Hans Werdekker
Hans Werdekker (Haarlem, 30 september 1959) is een Nederlands voormalig voetballer en Americanfootballspeler.
Als voetballer debuteerde Werdekker in 1977 op achttienjarige leeftijd bij Haarlem onder trainer Barry Hughes. Hij wist er echter niet door te breken en keerde terug naar de amateurs. Hij speelde onder meer bij RCH en EDO. Ook kwam hij uit voor het Nederlands amateurvoetbalelftal. In 1987 werd hij gescout door coach De Visser van Willem II, die hem contracteerde als semiprof. Een jaar later (seizoen 1988-1989) werd de verdediger die bijna acht jaar een aanloop nodig had, gekocht door Ajax voor een bedrag van zeven ton. Hij kreeg een contract voor drie jaar, maar het werd geen succes. Onder coach Kurt Linder, die in juli 1988 de nieuwe trainer werd, werd Werdekker wel opgesteld maar de club presteerde slecht. Zo speelde hij in 1988 een wedstrijd (september in Lissabon, in Amsterdam was hij invaller) op Europees niveau tegen Sporting Lissabon, waarbij Ajax na de twee wedstrijden was uitgeschakeld.
Na een half seizoen werd de 29-jarige Werdekker verhuurd aan zijn oude club Willem II. Hij zou hier vier jaar blijven spelen. De laatste drie seizoenen speelde Werdekker bij RKC.
Na het beëindigen van zijn voetbalcarrière op zesendertigjarige leeftijd werd Werdekker in 1996 kicker bij American footballclub Amsterdam Admirals. Na een jaar kozen de Admirals voor een andere oud-voetballer als kicker, Silvio Diliberto, en verhuisde Werdekker naar de Amsterdam Crusaders. Werdekker trainde nog in het amateurvoetbal, raakte teleurgesteld en werd op 36-jarige leeftijd timmerman.